# Crizam César de Oliveira Filho
Crizam César de Oliveira Filho, ismertebb nevén Zinho (Rio de Janeiro, 1967. június 17. –) brazil válogatott labdarúgó.
A brazil válogatott tagjaként részt vett az 1994-es világbajnokságon.

## Statisztika
| Brazil válogatott | Brazil válogatott | Brazil válogatott |
| Időszak           | Mérk.             | gól               |
| ----------------- | ----------------- | ----------------- |
| 1989              | 4                 | 0                 |
| 1990              | 0                 | 0                 |
| 1991              | 0                 | 0                 |
| 1992              | 7                 | 1                 |
| 1993              | 14                | 0                 |
| 1994              | 13                | 2                 |
| 1995              | 10                | 3                 |
| 1996              | 0                 | 0                 |
| 1997              | 2                 | 1                 |
| 1998              | 5                 | 0                 |
| Összesen          | 55                | 7                 |